# Flèche du Sud
La Flèche du Sud è una corsa a tappe maschile di ciclismo su strada che si svolge in Lussemburgo a maggio. Dal 2005 è inserita nel calendario dell'UCI Europe Tour come gara di classe 2.2.

## Albo d'oro
Aggiornato all'edizione 2025.
| Anno | Vincitore                             | Secondo                               | Terzo                                 |
| ---- | ------------------------------------- | ------------------------------------- | ------------------------------------- |
| 1949 | Roby Bintz                            | Henri Kass                            | Albert Kirchen                        |
| 1951 | Charly Gaul                           | Léon Millet                           | Roger Ludwig                          |
| 1952 | Roger Ludwig                          | Charly Gaul                           | André Moes                            |
| 1953 | Charly Gaul                           | Jan Plantaz                           | Martinus Cuyten                       |
| 1954 | Willy Gramser                         | Raymond Jacobs                        | Guy Badinot                           |
| 1955 | Théo Simon                            | Arnold Ehlen                          | Jean Fourneau                         |
| 1956 | Rien Van Grinsven                     | Piet De Jongh                         | Claude Valdois                        |
| 1957 | Camille Jost                          | Dominique Zago                        | Walthère Wislet                       |
| 1958 | Willy Vanden Berghen                  | Louis Legros                          | Giel Moonen                           |
| 1959 | Bruno Martinato                       | Günther Tüller                        | Edmond Jacobs                         |
| 1960 | Raymond Jacobs                        | Bruno Martinato                       | Edmond Jacobs                         |
| 1961 | August Korte                          | Raymond Jacobs                        | Edmond Jacobs                         |
| 1962 | Nicolas Manzo                         | Willy Monty                           | Ferdinand Boonman                     |
| 1963 | Johny Schleck                         | Nicolas Manzo                         | Raymond Jacobs                        |
| 1964 | Edy Schutz                            | Norbert Van Cauwenberghe              | Henk De Jong                          |
| 1965 | Edy Schutz                            | Bernard Guyot                         | Dieter Koslar                         |
| 1966 | Ortwin Czarnowski                     | Martin Gombert                        | Josy Johanns                          |
| 1967 | Roger Gilson                          | Jan Spetgens                          | Josy Johanns                          |
| 1968 | Guy Boitrelle                         | Martin Gombert                        | Roger Gilson                          |
| 1969 | Roger Gilson                          | Roland Smaniotto                      | Jörg Frank                            |
| 1970 | Walter Burki                          | Ben Jurians                           | Wim de Waal                           |
| 1971 | Fons van Katwijk                      | Gustave Hermans                       | Aad van den Hoek                      |
| 1972 | Alfred Gaida                          | Roby Treis                            | Freddi Libouton                       |
| 1973 | Erny Kirchen                          | Ferdy Reuland                         | Klaus Jördens                         |
| 1974 | Johan Van der Meer                    | Adri van Houwelingen                  | Reinhold Griese                       |
| 1975 | Fausto Stiz                           | Jan Trybala                           | Lucien Didier                         |
| 1976 | Luciano Sacher                        | John Van Herwerden                    | Gabriele Mirri                        |
| 1977 | Alf Segersäll                         | Mats Ericsson                         | Denis Ertveldt                        |
| 1978 | Alf Segersäll                         | Tommy Prim                            | Kim Andersen                          |
| 1979 | Conny Neiertz                         | Moreno Argentin                       | José Da Silva                         |
| 1980 | Acácio da Silva                       | Jean-Louis Schneiter                  | Gilbert Glaus                         |
| 1981 | Jean-Louis Schneiter                  | Stelios Vascos                        | Francis Da Silva                      |
| 1982 | Neil Martin                           | Hakan Larsson                         | Conny Neiertz                         |
| 1983 | Hartmut Bölts                         | Per Pedersen                          | Peter Hilse                           |
| 1984 | Francis Da Silva                      | Bjarne Riis                           | John Hansen                           |
| 1985 | Wim Jennen                            | Armand Van Mulken                     | José Da Silva                         |
| 1986 | Rob Harmeling                         | Arjan Jagt                            | Werner Stutz                          |
| 1987 | Hans-Werner Theisen                   | Pascal Triebel                        | Alain Lefever                         |
| 1988 | Lutz Nippen                           | Stephen Spratt                        | Rolf Glasner                          |
| 1989 | Daniel Lanz                           | Ben Spetjens                          | Pascal Meyers                         |
| 1990 | Alex Zülle                            | Thedy Rinderknecht                    | Wolfgang Lohr                         |
| 1991 | Robert de Poel                        | Alexandre Ivankine                    | Roland Meier                          |
| 1992 | Jan Ostergaard                        | Jörg Paffrath                         | Niklas Axelsson                       |
| 1993 | Lex Nederlof                          | Holger Michels                        | Pascal Triebel                        |
| 1994 | Wolfgang Lohr                         | Koos Moerenhout                       | Reto Matt                             |
| 1995 | Klaus Diewald                         | Reto Matt                             | Patrick Moster                        |
| 1996 | Marc Lotz                             | Pascal Triebel                        | Mickael Schlickau                     |
| 1997 | David Dante                           | Jacques Peeters                       | Karsten Kroon                         |
| 1998 | Jan Ostergaard                        | Stefan Rütiman                        | Michele Favaron                       |
| 1999 | Kim Kirchen                           | Jos Lucassen                          | Laurens ten Dam                       |
| 2000 | Giampaolo Cheula                      | Frederico Berta                       | Jan Ostergaard                        |
| 2001 | Bradley Wiggins                       | Timo Scholz                           | Jan Ramsauer                          |
| 2002 | Christian Weber                       | Jan Ramsauer                          | Steve Fogen                           |
| 2003 | David Loosli                          | Pieter Mertens                        | Stefan Cohnen                         |
| 2004 | Andy Schleck                          | Roman Peter                           | Michael Haas                          |
| 2005 | Wolfram Wiese                         | Marcin Sapa                           | Laurent Didier                        |
| 2006 | Geraint Thomas                        | Wolfram Wiese                         | Andrew Tennant                        |
| 2007 | Boris Špilevskij                      | Tomasz Kiendyś                        | Vitaliy Kondrut                       |
| 2008 | Marcel Wyss                           | Tejay van Garderen                    | Denys Kostjuk                         |
| 2009 | Simon Zahner                          | Ben Gastauer                          | Maint Berkenbosch                     |
| 2010 | Lasse Bøchman                         | Mads Christensen                      | Marten de Jonghe                      |
| 2011 | Lasse Bøchman                         | Harald Totschnig                      | Bob Jungels                           |
| 2012 | Bob Jungels                           | Julian Kern                           | Jure Golčer                           |
| 2013 | Michael Valgren                       | Mirco Saggiorato                      | Joey Rosskopf                         |
| 2014 | Gaëtan Bille                          | Joel Zangerle                         | Ludovic Robeet                        |
| 2015 | Víctor de la Parte                    | Jasper Ockeloen                       | Gaëtan Bille                          |
| 2016 | Sérgio Sousa                          | Raphael Freienstein                   | Serge Dewortelaer                     |
| 2017 | Matija Kvasina                        | Mark Padun                            | Riccardo Zoidl                        |
| 2018 | Gianni Marchand                       | Stephan Rabitsch                      | Jimmy Janssens                        |
| 2019 | Quinten Hermans                       | Toon Aerts                            | Stef Krul                             |
| 2020 | annullata per la Pandemia di COVID-19 | annullata per la Pandemia di COVID-19 | annullata per la Pandemia di COVID-19 |
| 2021 | annullata per la Pandemia di COVID-19 | annullata per la Pandemia di COVID-19 | annullata per la Pandemia di COVID-19 |
| 2022 | Thibau Nys                            | Thomas Bonnet                         | Miká Heming                           |
| 2023 | Pim Ronhaar                           | Antoine Huby                          | Márton Dina                           |
| 2024 | Pim Ronhaar                           | Lukas Rüegg                           | Liam O'Brien                          |
| 2025 | Martijn Rasenberg                     | Thomas Mein                           | Joppe Heremans                        |